# Шап (Об)
Шап (фр. Chappes) — коммуна во Франции, находится в регионе Шампань — Арденны. Департамент — Об. Входит в состав кантона Бар-сюр-Сен. Округ коммуны — Труа.
Код INSEE коммуны — 10083.
Коммуна расположена приблизительно в 160 км к юго-востоку от Парижа, в 90 км южнее Шалон-ан-Шампани, в 20 км к юго-востоку от Труа.

## Население
Население коммуны на 2008 год составляло 308 человек.
| 1962 | 1968 | 1975 | 1982 | 1990 | 1999 | 2008 |
| ---- | ---- | ---- | ---- | ---- | ---- | ---- |
| 241  | 249  | 285  | 277  | 280  | 258  | 308  |

## Администрация
| Период | Период | Фамилия        | Партия | Примечания |
| ------ | ------ | -------------- | ------ | ---------- |
| 2001   | 2010   | Мишель Жиру    |        |            |
| 2010   |        | Жан-Пьер Серра |        |            |

## Экономика
В 2007 году среди 199 человек в трудоспособном возрасте (15—64 лет) 155 были экономически активными, 44 — неактивными (показатель активности — 77,9 %, в 1999 году было 66,7 %). Из 155 активных работали 142 человека (81 мужчина и 61 женщина), безработных было 13 (7 мужчин и 6 женщин). Среди 44 неактивных 12 человек были учениками или студентами, 12 — пенсионерами, 20 были неактивными по другим причинам.

## Достопримечательности
- Церковь Сен-Лу. Памятник истории с 1840 года[3]

## Фотогалерея

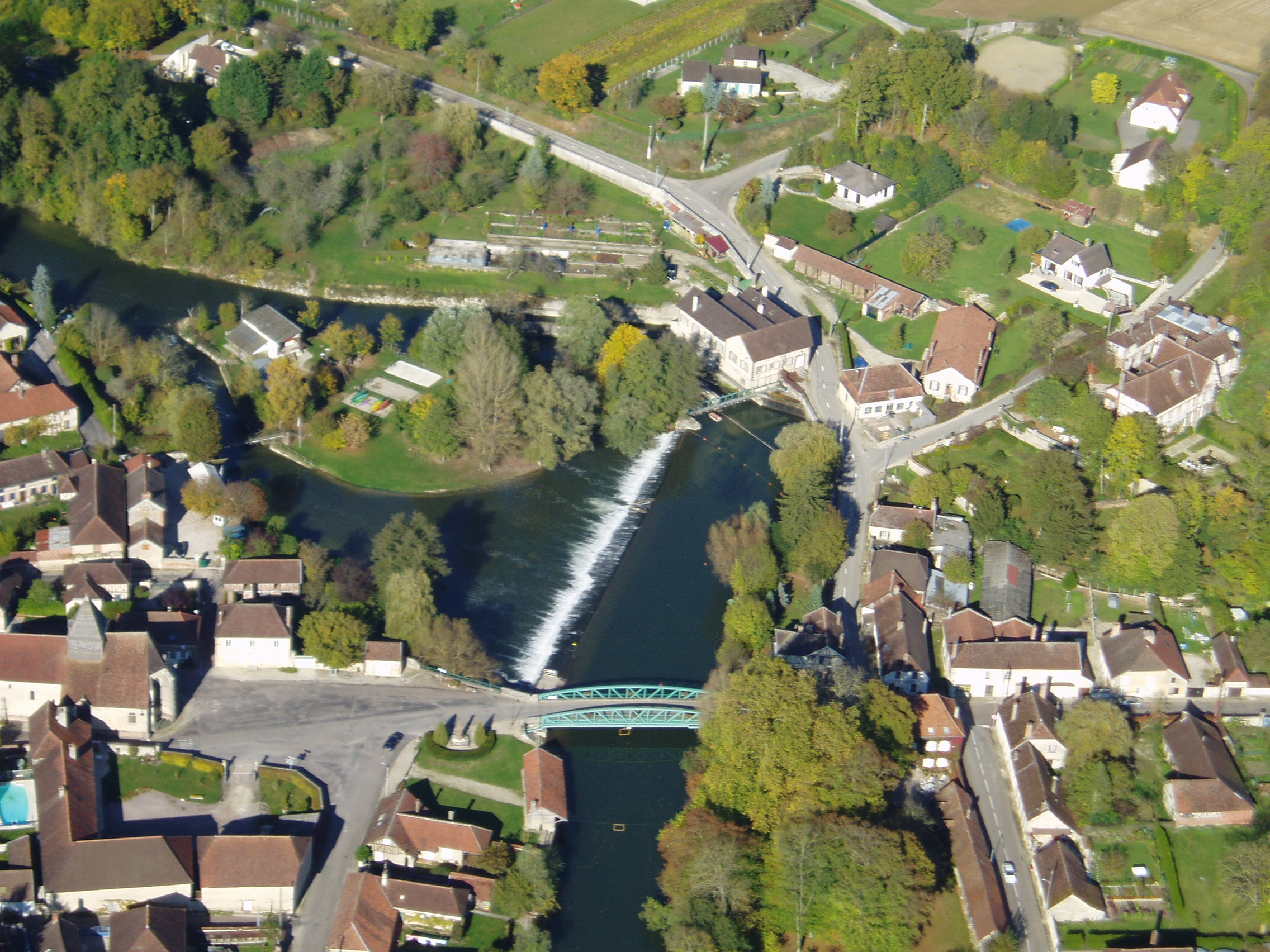
Шап
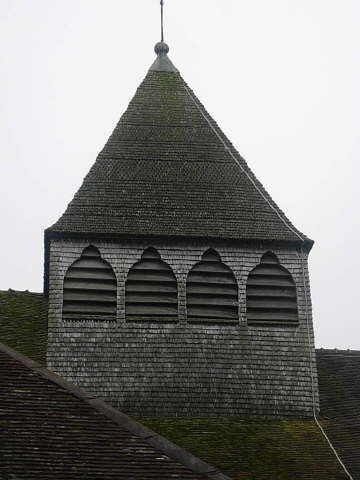
Колокольня церкви Сен-Лу
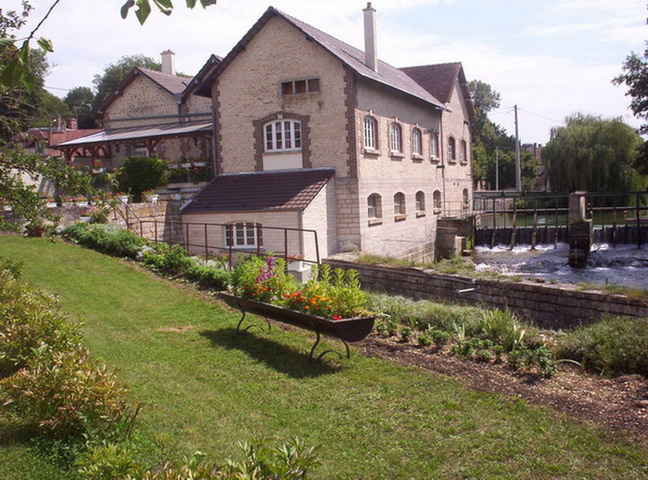
Мини-ГЭС
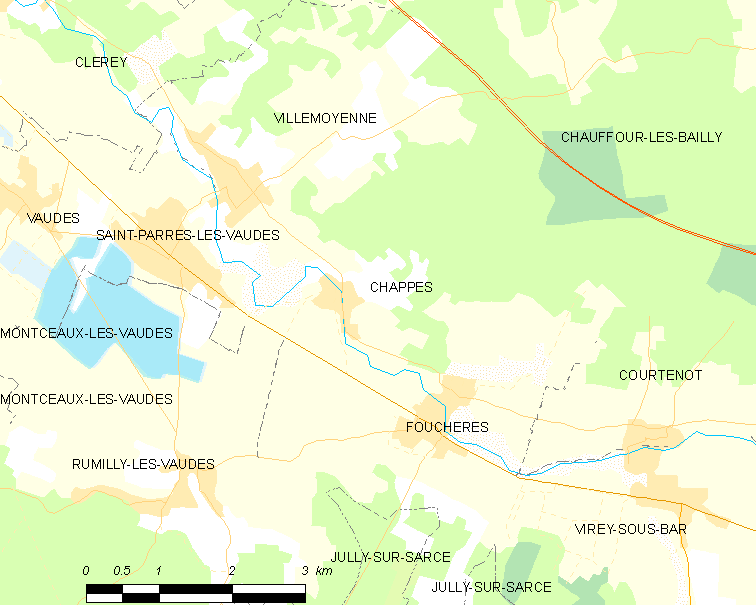
Карта коммуны